# 高级程序员
高级程序员在中華人民共和國是一項在編程方面的最資深級別員工的分類。同其他职业资格等级划分基本一致，将程序员这个职业角色按照技术掌握和熟练程度分为初级、中级、高级。其中高级程序员为等级中最高级别。
高级程序员作为计算机技术与软件专业技术资格（水平）考试中的一科，是国家人事部和信息产业部对中国计算机与软件专业技术人员进行的职业资格和专业技术资格认定。
根據《中国计算机软件专业技术资格和水平考试暂行规定》第四条：「在计算机软件专业技术资格考试的同时，进行水平考试。水平考试跟踪国际水平，其级别分为：程序员、高级程序员、系统分析员。程序员、高级程序员水平考试合格者同时具有相应级别专业技术资格。系统分析员水平考试合格可以做为评聘高级工程师的条件之一。」
而第九条則規定考试内容：「高级程序员软件设计能力，程序编制能力，计算机软、硬件知识，计算机综合基础知识。」